# Distretto di Donec'k
Il distretto di Donec'k (in ucraino Донецький район?, Donec'kij rajon; in russo Донецкий район?, Doneckij rajon) è uno degli otto distretti amministrativi dell'oblast' di Donec'k. L'area del rajon è controllata dalla Repubblica Popolare di Doneck, che continua a utilizzare le vecchie divisioni amministrative dell'Ucraina precedenti alla riforma amministrativa del 2020.